# Seqenenre
Seqenenre, auch Seqenen-Re, Sekenenre oder Sekenenre Taa, war ein altägyptischer König (Pharao) der 17. Dynastie (Zweite Zwischenzeit) und regierte etwa fünf Jahre lang bis um 1554 v. Chr., nach Franke bis um 1545 v. Chr.

## Namen
Der Thronname scheint nicht willkürlich gewählt zu sein, sondern lehnt sich stark an den Thronnamen des Apopi I., Aa-qen-en-re, an. Nach Detlef Franke ist der Horusname nicht mehr als „Der in Theben erschienen ist“, sondern als „Der in Wahrheit erschienen ist“ zu lesen.

### Namensvarianten
- Taa (als Eigenname, vielleicht Verkürzung von Djehuti-aa).[3]
- In erweiterter Form des Eigennamens tritt noch in der Kartusche als Beiname Qeni („Der Starke“) auf.[4]

## Familie
Er war vermutlich der Sohn von Tetischeri und Senachtenre. Hauptgemahlin war wahrscheinlich Ahhotep I., Nebengemahlinnen Satdjehuti und wahrscheinlich auch Ahmose Inhapi. Als Kinder des Seqenenre sind eindeutig der Älteste Königssohn Ahmose, die „(Große) Königstochter“ Ahmose und „Königstochter“ Ahmose Scheri sowie „Königstochter“ und „Königsschwester“ Ahmose belegt. Wahrscheinlich war er auch der Vater von Ahmose I., dem Begründer der 18. Dynastie. Weitere mögliche Kinder sind die „Königstöchter“ Ahmose Henutempet, Ahmose Nebetta und Ahmose Tumerisi, von denen als Mutter nur Ahhotep I. genannt ist, sowie „Königstochter“ und „Königsschwester“ Ahmose Henuttjemehu, falls Ahmose Inhapi seine Gemahlin war. Die verwandtschaftliche Beziehung zu seinem Nachfolger Kamose ist unklar, wahrscheinlich war er dessen Bruder oder Halbbruder. Weiterhin könnte Seqenenre der Vater des „Königssohns“ Binpu gewesen sein. Der „Königssohn“ Tjuiu hingegen war wahrscheinlich nur ein Titulaturprinz.

## Regentschaft

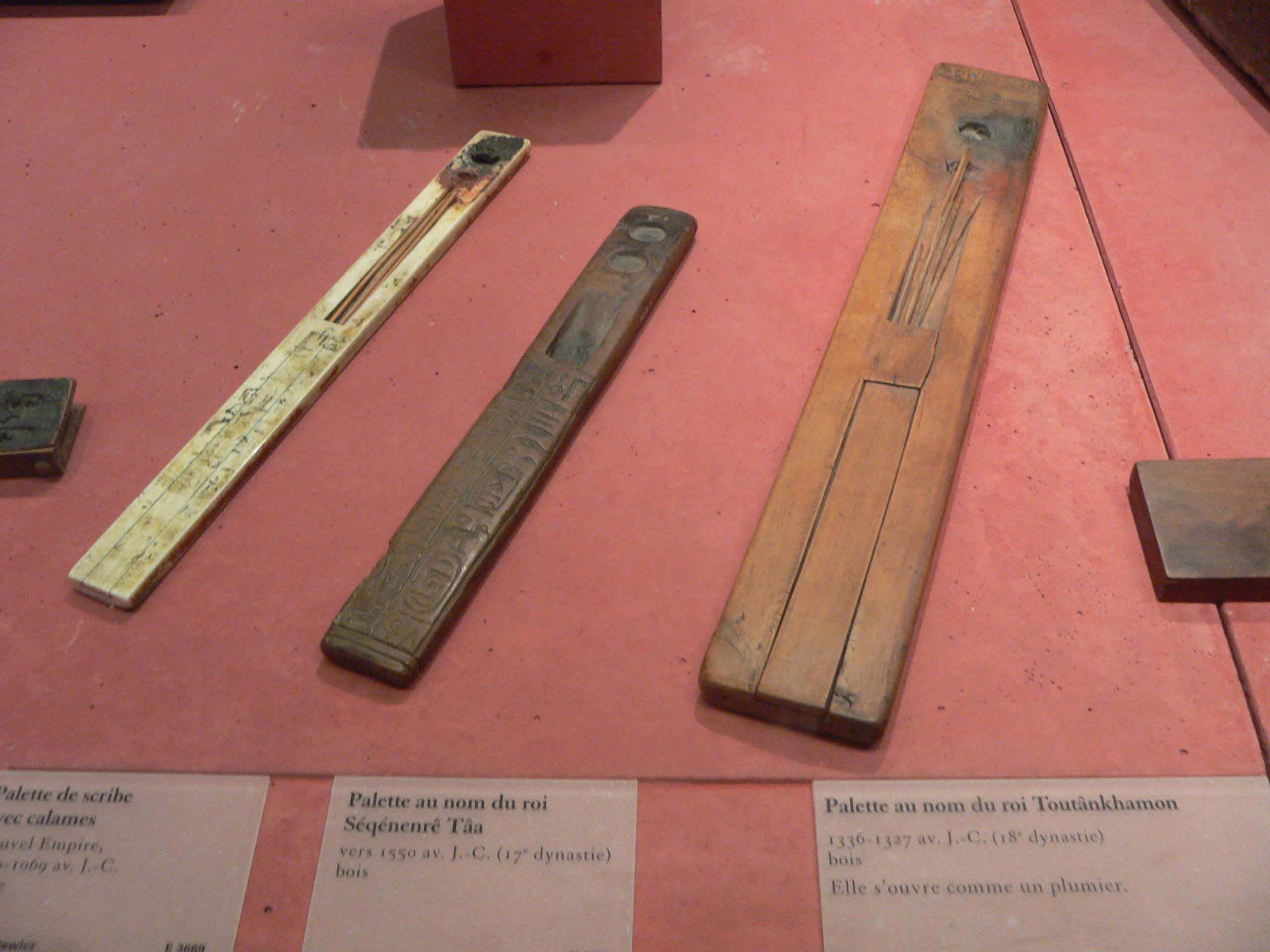
Schreibpalette mit Namen des Seqenenre. Louvre Museum

Seqenenre war König von Theben zur Zeit der Herrschaft der Hyksos in Ägypten, so dass er nur das Land zwischen Elephantine und Abydos regierte. Zu dieser Zeit waren die lokalen Stadtfürsten Vasallen der Hyksos. Es ist möglich, dass es etwas Handel zwischen ihnen gab, aber aller Wahrscheinlichkeit nach mussten sie Tribute in Form von Steuern an die Herrscher in Auaris zahlen. Seine Vorfahren hatten die Autorität der Hyksos nicht in Frage gestellt, wahrscheinlich begann Seqenenre jedoch, sich gegen die Hyksos unter ihrem König Apopi I. aufzulehnen. Kamose, Halbbruder oder möglicherweise Bruder, und Seqenenres Sohn Ahmose führten seinen Kampf weiter, vertrieben die Hyksos aus Ägypten und Ahmose begründete die 18. Dynastie.

### Bautätigkeit
Als Bauherr ist der König durch den Türsturz aus einem Tempel in Deir el-Ballas bezeugt. Außerdem errichtete er einen Palast am Ostufer von Deir el-Ballas, welcher vermutlich als Abbild des Hyksos-Palastes in Auaris angelegt war. Auf einer Stele aus Karnak opfert er Amun. Sein Name findet sich auf einer weiteren Stele des Priesters Mose und einigen kleineren Fundobjekten wie dem Leichentuch der Prinzessin Ahmose, Siegeln, Sphinxfiguren, Wurfholz, Kamm, Schreibpalette, Anhängern und auch einer Statue des Prinzen Ahmose.

## Nach seinem Tod

### Mumie und Sarg

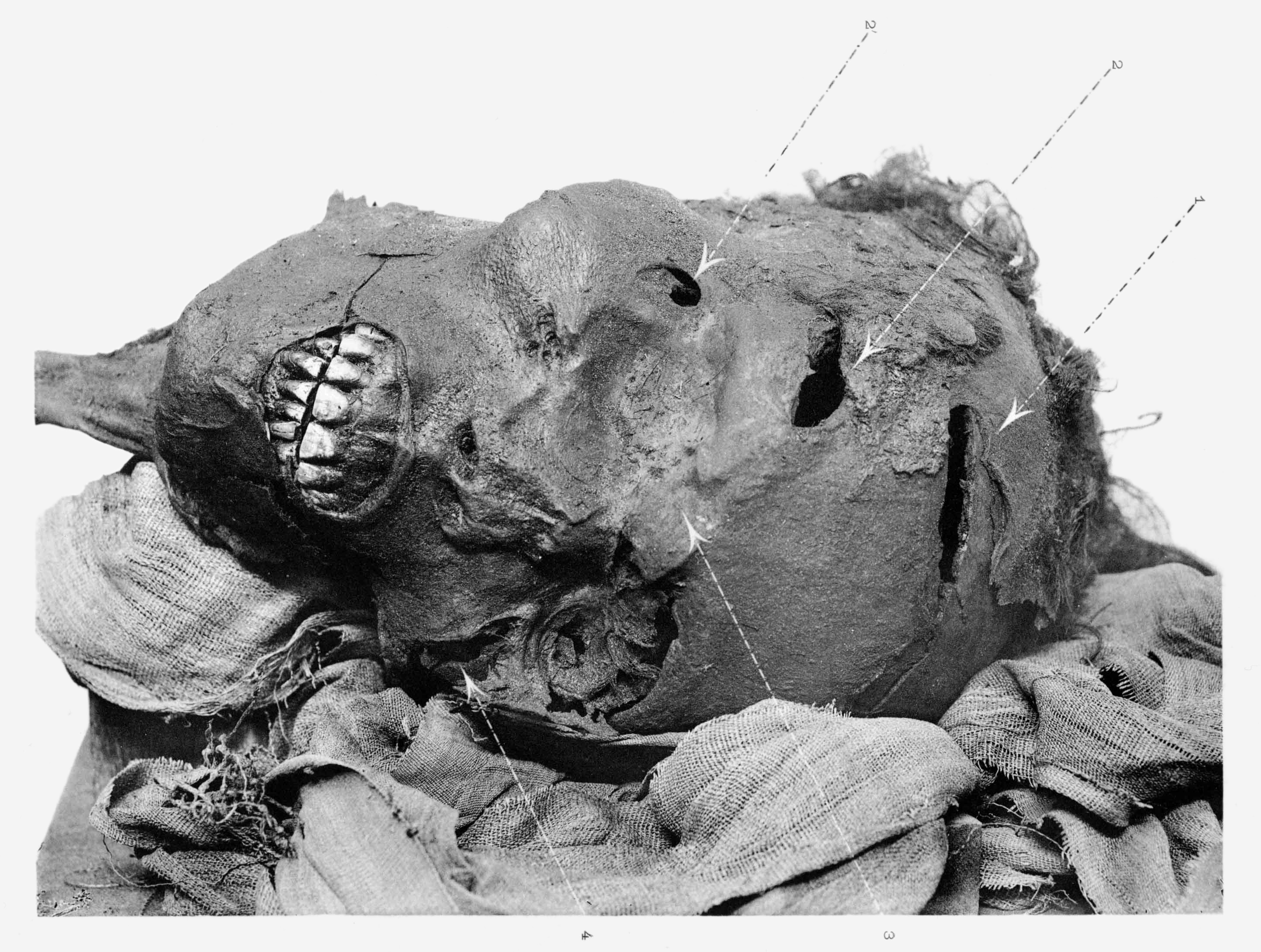
Stark beschädigter Kopf der Mumie

Die Mumie stammt aus der Cachette von Deir el-Bahari und wurde offiziell 1881, vielleicht auch schon 1860 entdeckt. Sie befindet sich heute im Mumiensaal des Ägyptischen Museums in Kairo und trägt die Bezeichnung CG 61051. Sie wurde am 9. Juni 1886 von Gaston Maspero teilweise ausgewickelt. Grafton Elliot Smith beendete die Auswicklung am 1. September 1906. Die Mumie ist die Älteste in der Cachette, die bisher mit Sicherheit identifiziert wurde, und deutet darauf hin, dass Seqenenre 35 bis 40 Jahre alt und etwa 1,70 m groß war, als er starb.
Die Mumie des Seqenenre trägt viele ungewöhnliche Verletzungen, darunter schwere Kopfwunden. Nach Maspero weisen diese eindeutig darauf hin, dass der Herrscher in einem Kampf starb. Die Untersuchungen von Daniel Fouquet ergaben, dass sich der schlechte Zustand der Mumie auch auf eine natürliche Zersetzung während des Transports nach Theben zur Mumifizierung zurückführen ließe. Smith lehnte Fouquets Theorie komplett ab, da sie im Widerspruch zu den offensichtlichen Kopfverletzungen stand. Der König bekam hinter einem Ohr anscheinend Einstiche mit einem Messer oder Schwert. Wange und Nase wurden möglicherweise mit einer Keule zerschmettert. Zudem waren über dem rechten Auge und auf der oberen Stirn große Wunden sichtbar, die vielleicht mit einer Streitaxt zugeführt wurden. Salima Ikram und Aidan Dodson verwiesen auf eine neuere Untersuchung der Wunde hinter dem Ohr, nach der noch vor dem Tod des Königs eine Heilung einsetzte. Demnach wäre es auch möglich, dass der König im Kampf nur verletzt wurde und dann während der Erholungsphase einem Attentat zum Opfer fiel.
Der Rest des Körpers wurde nur spärlich konserviert und weist viele Rätsel auf. Die Arme des Königs befanden sich noch in einer starren Position. Es wurde anscheinend kein Versuch unternommen, sie vor der Mumifizierung zu strecken. Weiterhin ist auffällig, dass das Herz entfernt wurde. Das Herz war Sitz der Persönlichkeit und des Verstandes und verblieb normalerweise im Körper, da es eine magische Bedeutung im Bestattungsglauben hatte. Die Balsamierer waren entweder sehr in Eile gewesen oder hatten sein Nachleben im Jenseits vorsätzlich verhindern wollen. Dafür war das Gehirn im Schädel verblieben, welches wiederum für gewöhnlich entfernt wurde. Die Knochen waren nach Smith ausgerenkt und wurden nur von der äußeren Haut zusammengehalten. Weiterhin erwähnte Smith einen angenehmen Duft von aromatisch gepudertem Holz, welches über dem ganzen Körper zerstreut war.
Die Mumie wurde im originalen Rischi-Sarg gefunden, von dem der königliche Uräus und die Augeneinlagen entfernt und ein Großteil der Vergoldung ausgekratzt wurden. Nach Nicholas Reeves wurden die Inschriften und symbolischen Elemente durch antike Restauratoren konserviert und wiederhergestellt und die Goldschicht behutsam entfernt. Die Restaurierung der Inschriften ist möglicherweise ein Anzeichen für Diebe, die die Inschriften in der Zwischenzeit aus unbekannten Gründen zerstörten.

### Grabstätte
Nach dem Protokoll einer Untersuchungskommission im Papyrus Abbott gab es am 18. Achet III im 16. Regierungsjahr von Ramses IX. eine offizielle Inspektion des noch intakten Pyramidengrabes von Seqenenre, das Ikram und Dodson in Dra Abu el-Naga vermuten. Nach Reeves wurde es möglicherweise zwischen diesem Datum und der Überführung in die Cachette von Deir el-Bahari ausgeraubt, da die Restauratoren sonst keinen Grund gehabt hätten, die Mumie umzubetten. Zudem mussten einige Sarginschriften wiederhergestellt werden, die durch eine Damnatio memoriae oder eine unvorsichtige Ablösung der Vergoldung durch Grabräuber zerstört wurden. Das wahrscheinlichste Datum für die Zerstörung der Grabstätte wäre die Zeit von Ramses XI. gewesen, da dort viele Grabplünderungen stattfanden. Die Mumie wurde nach Reeves zuerst in den q3y der Inhapi umgebettet und dann nach dem 11. Jahr des Scheschonq I. in die Cachette überführt.

### Nachleben
Der Name von Seqenenre erscheint noch viele Jahre später in mehreren thebanischen Gräbern (als einer der „Herren des Westens“), vom Anfang der 18. Dynastie bis hin zu Ramses IX. Weiterhin wird in der Biographie des Ahmose, Sohn der Ibana, aus el-Kab berichtet, dass dessen Vater als Offizier unter Seqenenre diente.

## Der Streit zwischen Apophis und Seqenenre
Vom Papyrus Sallier I. aus der Zeit des Königs Merenptah stammt eine Erzählung über einen Konflikt zwischen Seqenenre und dem Hyksosherrscher Apophis. Darin wird berichtet, wie Apophis über das Land herrscht und den thebanischen Fürsten provoziert, indem er sich über das Gebrüll von Nilpferden in thebanischen Gewässern beschwert. Zum Hintergrund der Geschichte sollte man wissen, dass das Nilpferd als heiliges Tier des Gottes Seth galt, welcher von den Hyksos besonders verehrt wurde. Bei den Thebanern hingegen wurden Nilpferde nur gezüchtet, um sie später rituell zu erlegen.
Apophis fordert Seqenenre auf, diese zu entfernen, da sie seinen Schlaf stören:
Es geschah, als das Land Ägypten in Not war. Damals gab es keinen Herrn als König. König Sekenenre war damals Herrscher nur in der südlichen Stadt. Unheil herrschte in der Stadt der Asiaten, als Fürst Apophis dort in Auaris saß und das ganze Land ihm mit seinen Abgaben zinste, der Süden mit seinen Erzeugnissen und der Norden ebenso mit allen schönen Waren des Deltas.
… Es ist Apophis, der dir folgende Botschaft sendet: „Sorge dafür, dass man sich von dem Kanal der Nilpferde zurückziehe, der im Osten der südlichen Hauptstadt (Theben) liegt! Denn sie lassen den Schlaf bei Tag und bei Nacht nicht zu ihm kommen.“ Denn der Lärm, den sie machen, erfüllt seine Ohren…
Da Seqenenre nicht wusste, wie er handeln solle, rief er einen Rat von Beamten und Offizieren ein, reagierte jedoch erst einmal nicht weiter auf den Befehl. Als Apophis einen weiteren Boten schickt, endet diese Handschrift. Da es sich vermutlich um eine Art Heldensage handelt, kann man davon ausgehen, dass Seqenenre den Konflikt klug und besonnen löst. Es könnte gut möglich sein, dass dieser Streit zum Einfall von Seqenenres Truppen in Mittelägypten führte. Auf jeden Fall zeigt die Handschrift, dass die Spannungen zwischen den Hyksos und den Thebanern zu dieser Zeit zunahmen.

## Dokumentarfilme
- Geheimnisvolle Mumien: Der Kriegerkönig und die Königin. TV-Dokumentation, Joseph Cunningham, GB 2020; Auf: ZDFinfo 16. April 2022; Mitwirkende: Chris Naunton – Ägyptologe, Salima Ikram u. a.
- Rätselhafte Tote - Der ermordete Pharao. Originaltitel: Mummies Alive -The Pharaoh's Secret. TV-Dokumentation von Alex Hearle, CND 2015 für National Geographic Channel; deutsche Synchronfassung ZDF 2015; Mitwirkend: Chris Naunton – Ägyptologe, Garry Shaw – Ägyptologe, Champbell Price – Ägyptologe, Salima Ikram – Ägyptologin, Aidan Dodson – Ägyptologe u. a.